# Chuck Rayner
Claude Earl "Chuck" Rayner, född 11 augusti 1920 i Sutherland, Saskatchewan, död 5 oktober 2002, var en kanadensisk professionell ishockeymålvakt. Rayner spelade tio säsonger i NHL åren 1941–1953 för New York Americans, Brooklyn Americans och New York Rangers. Säsongen 1949–50 vann han Hart Memorial Trophy som ligans mest värdefulle spelare.
Chuck Rayner valdes in i Hockey Hall of Fame 1973.

## Meriter
- Turnbull Cup – 1940
- AHL Second All-Star Team – 1940–41
- NHL Second All-Star Team – 1948–49, 1949–50 och 1950–51
- Hart Memorial Trophy – 1949–50